# Popcarte.com
 (juillet 2025).
Motif : ne semble pas assez notoire.
- Archive Wikiwix
- Bing
- Cairn
- DuckDuckGo
- E. Universalis
- Gallica
- Google
- G. Books
- G. News
- G. Scholar
- Persée
- Qwant
- (zh) Baidu
- (ru) Yandex

| 1. | Préciser le motif de la pose du bandeau. | Précisez le motif de la pose du bandeau en utilisant la syntaxe suivante : {{admissibilité à vérifier\|date=août 2025\|motif=remplacez ce texte par le motif}}                    |
| 2. | Informer les utilisateurs concernés.     | Pensez à avertir le créateur de l'article, par exemple, en insérant le code ci-dessous sur sa page de discussion : {{subst:avertissement admissibilité à vérifier\|Popcarte.com}} |

Popcarte.com est une entreprise technologique française spécialisée dans la création et l’envoi de cartes personnalisées et de produits photo à destination des particuliers et des professionnels,.

## Historique
Fondée en 2005 par Benoît Martin, Popcarte.com débute avec une idée simple : permettre à chacun d’envoyer de vraies cartes postales personnalisées directement en ligne. En 2010, l’entreprise lance des applications mobiles pour iOS et Android, améliorant ainsi l’accessibilité et l’engagement des clients,.
En 2025, Popcarte.com reçoit le Wedding Award décerné par Mariages.net pour la dixième fois consécutive, avec une note moyenne de 4,8/5 basée sur 634 avis.  La même année, la marque affiche une note de 4,9/5 sur Trustpilot (12 745 avis)  et 4,8/5 sur Google Business (177 avis), preuve de la satisfaction client. Popcarte.com opère à la fois en B2C (grand public) et en B2B (entreprises). Son cœur de métier : la conception et l’envoi de cartes personnalisées, faire-part, albums photo, magnets et calendriers. Avec une présence dans les pays francophones limitrophes : Belgique, Luxembourg, Suisse romande,.
Enfin, en partenariat avec le Secours Populaire, Popcarte.com propose des cartes de vœux personnalisables, avec 0,50 € reversé à chaque vente pour venir en aide aux familles en difficulté.

## Note
1. ↑  Phototrend Media, « Popcarte : des souvenirs mémorables avec un album photo personnalisé en ligne », sur Phototrend, 8 février 2024 (consulté le 24 juillet 2025)
2. ↑  « Popcarte s’engage avec le Secours Populaire pour les fêtes », sur Secours Populaire (consulté le 24 juillet 2025)
3. ↑  « Popcarte - Profil », sur www.welcometothejungle.com (consulté le 24 juillet 2025)
4. ↑  « Popcarte », sur J'aime les startups, 2 janvier 2016 (consulté le 24 juillet 2025)
5. ↑  « Popcarte : envoyer des cartes postales avec votre iPhone », sur iGeneration, 20 août 2010 (consulté le 24 juillet 2025)
6. ↑  « Popcarte », sur www.mariages.net (consulté le 24 juillet 2025)
7. ↑  (en-US) « Popcarte, Cartes et Faire-part personnalisés is rated "Excellent" with 4.9 / 5 on Trustpilot », sur Trustpilot, 25 mai 2025 (consulté le 24 juillet 2025)
8. ↑  (en-US) « Popcarte - Send real postcard - Apps on Google Play », sur play.google.com (consulté le 24 juillet 2025)
9. ↑  « Popcarte : la start-up française qui conquiert la francophonie », sur Les Échos, 12 octobre 2024 (consulté le 24 juillet 2025)
10. ↑  « Des cartes de vœux solidaires dessinées par l’illustratrice Agathe Sorlet | Carenews INFO », sur www.carenews.com (consulté le 24 juillet 2025)
11. ↑  « Cartes postales personnalisées : pourquoi les Français en raffolent », sur L'Express, 6 août 2023 (consulté le 24 juillet 2025)
12. ↑  « SecoursPop Paris x Popcarte : du bonheur à la carte (de voeux) ! | Secours Populaire Français - Fédération de Paris », sur www.secourspopparis.org, 18 décembre 2020 (consulté le 24 juillet 2025)